# Grebo (Volk)

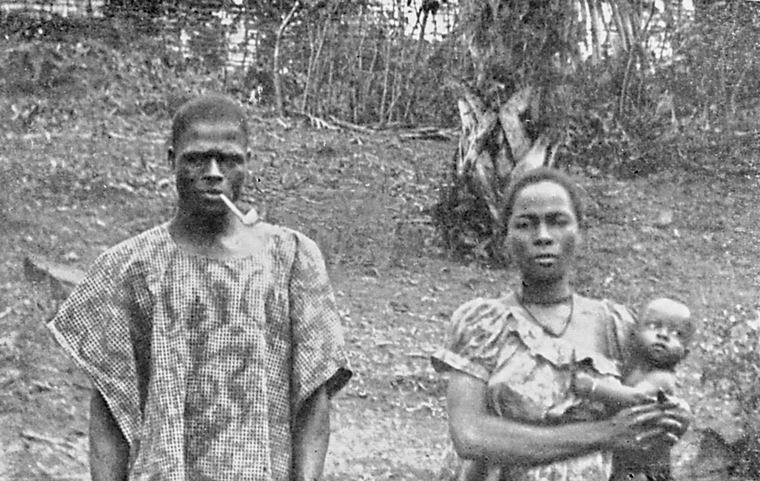
Ein Grebo-Paar und ihr Kind 1906

Die Grebos (auch Glebo) sind ein Volk Liberias. Sie leben im östlichen Zentrum und im Südosten des Landes. Außerdem leben auch einige Grebos im Westen der Elfenbeinküste, in einer größtenteils bewaldeten Zone. Sie gehören zur Gruppe der Krus.

## Geschichte
Ihren traditionellen Sagen zufolge kamen die Grebos aus dem Gebiet der südlichen Sahara im 16. Jahrhundert. In Liberia hatte ihre unabhängige und abgeschlossene Lage sie lange Zeit vor fremden Einflüssen bewahrt, wodurch sie ihre traditionelle Kultur bis heute gut erhalten konnten.

## Kultur
Viele Masken der Grebo sind in Paris ausgestellt. Die Schönheit und Authentizität der Masken haben besonders die Aufmerksamkeit Pablo Picassos auf sich gezogen, welcher eine Sammlung afrikanischer Masken erstellte und welcher sich im Speziellen von einer Grebo-Maske inspirieren ließ, gekauft 1908 um 1912 sein Werk Guitarre zu realisieren – die erste kubistische Skulptur.
Die maskulinen Masken mit geometrischen Formen sind oft an ihren langen Nasen wiederzuerkennen, eingeschlossen von einem, zwei oder mehreren protuberanten Augenpaaren mit tubulären Formen, welche eine drohende Wirkung erzielen sollten. Die Erscheinungsbilder der weiblichen Masken sind öfter weich, harmonischer und reiner.

## Weblink
- Afrikanische Kunst der Grebos